# Иван Кондарев (филм)
„Иван Кондарев“ е български игрален филм (драма) от 1974 година на режисьора Никола Корабов, базиран на едноименния роман от Емилиян Станев. Сценарият е на Никола Корабов и Никола Тихолов. Втори режисьор на филма е Румен Сурджийски. Оператор е Емил Вагенщайн. Музиката във филма е композирана от Виктор Чучков.

## Сюжет
1922 г. Провинциален град. Иван Кондарев – бивш фронтовак – работи като учител. В местния клуб на социалистите той непрекъснато излага възгледите си за революцията. Кондарев се влюбва в учителката Христина Влаева. Връзката им се проваля, тя се омъжва за богаташа Коста Джупунов. В градчето животът е доста еднообразен и скучен – балове, журове, концерти на духовата музика. На една вечеринка Христакиев – съдебен следовател, изказва възторга и възхищението си от Джупунов, непрекъснато ухажва красивата му съпруга. Напрежението в градчето се изостря от слуховете за подготвянето на заговор срещу правителството.

## Състав

### Актьорски състав
| Изпълнител                                    | Роля                                                   |
| --------------------------------------------- | ------------------------------------------------------ |
| Антон Горчев                                  | Иван Кондарев                                          |
| Катя Паскалева                                | Христина Влаева                                        |
| Стефан Данаилов                               | Костадин Джупунов                                      |
| Иван Андонов                                  | Христакиев, съдебен следовател и прокурор              |
| Заслужил артист Георги Черкелов               | бай Петър                                              |
| Кристиан Фоков                                | поетът Кольо Рачиков                                   |
| Заслужила артистка Анна Феликсова             | Старата Джупуница                                      |
| Заслужил артист Васил Попилиев                | Манол Джупунов                                         |
| Тодор Колев                                   | ротмистър поручик Балчев – Муната                      |
| Доротея Тончева                               | Райна Джупунова                                        |
| Станчо Станчев                                | Анастаси Сиров                                         |
| Георги Стоянов                                | Корфонозов                                             |
| Цветана Манева                                | Дуса                                                   |
| Мадлен Чолакова                               | Госпожица Антоанета                                    |
| Мария Стефанова                               | г-жа Даринка Хаджидраганова, вуйна на Антоанета        |
| Емил Марков                                   | Лазо                                                   |
| Заслужил артист Коста Райнов                  | колега на Христакиев                                   |
| Заслужил артист Борис Арабов                  | д-р Михаил Янакиев                                     |
| Заслужил артист Досьо Досев (като Досю Досев) |                                                        |
| Заслужил артист Стефан Сърбов                 |                                                        |
| Богомил Симеонов                              | полковник Векилов                                      |
| Заслужил артист Калчо Георгиев                |                                                        |
| Елена Хранова (като Е. Хранова)               |                                                        |
| Иванка Братоева (като И. Братоева)            |                                                        |
| Лиляна Филипова (Л. Филипова)                 |                                                        |
| Кина Тихова (К. Тихова)                       |                                                        |
| Стела Арнаудова (Ст. Арнаудова)               |                                                        |
| Стефка Кацарска (като С. Кацарска)            |                                                        |
| Росица Данаилова (като Р. Данаилова)          | жена на парти                                          |
| А. Иванова                                    |                                                        |
| Анета Генова (А. Генова)                      |                                                        |
| Лили Енева (като Л. Енева)                    | Пауна                                                  |
| Лили Саева (Л. Саева)                         |                                                        |
| Валентина Борисова (като В. Борисова)         | клиентка в ресторанта                                  |
| Мария Карел (като М. Карел)                   |                                                        |
| Йорданка Цанева (като Й. Цанева)              |                                                        |
| М. Неделева                                   |                                                        |
| Николай Дойчев (като Н. Дойчев)               | селянин бунтовник                                      |
| Радослав Стоилов (като Р. Стоилов)            |                                                        |
| Петър Божилов (като П. Божилов)               | офицер                                                 |
| Атанас Божинов (като А. Божинов)              |                                                        |
| Иван Манов (като И. Манов)                    |                                                        |
| Кирил Кавадарков (като К. Кавадарков)         | бунтовник                                              |
| Тодор Щонов (като Т. Щонов)                   |                                                        |
| Веско Зехирев (като В. Зехирев)               |                                                        |
| Васил Банов (като В. Банов)                   | бунтовник                                              |
| Стефан Русинов (С. Русинов)                   |                                                        |
| Николай Узунов (като Н. Узунов)               | офицер на вратата на казармата                         |
| Борис Сарафов (като Б. Сарафов)               |                                                        |
| Петър Петров (като П. Петров)                 | Балуков, секретар на Христакиев                        |
| Любомир Миладинов (като Л. Миладинов)         |                                                        |
| Васил Димитров (като В. Димитров)             | комунист                                               |
| Йордан Нейчев (Й. Нейчев)                     |                                                        |
| Теодоси Досев (Т. Досев)                      |                                                        |
| Владимир Давчев (като В. Давчев)              | селянин с пушка                                        |
| Иван Несторов (като И. Несторов)              |                                                        |
| Георги Николов (Г. Николов)                   |                                                        |
| Никола Дадов (като Н. Дадов)                  | комунист, приятел на Кондарев                          |
| Николай Аврамов (като Н. Аврамов)             |                                                        |
| Йордан Таралежков (Й. Таралежков)             |                                                        |
| Григор Григоров (Г. Григоров)                 |                                                        |
| Иван Гайдарджиев (като И. Гайдарджиев)        | комунист                                               |
| Г. Шанов                                      |                                                        |
| Борис Радивенски (като Б. Радивенски)         |                                                        |
| Емил Стефанов (като Е. Стефанов)              | бунтовник                                              |
| Марио Маринов (като М. Маринов)               |                                                        |
| Християн Русинов (Х. Русинов)                 | ратай на Коста                                         |
| Стефан Мавродиев (С. Мавродиев)               | гражданин в клуба на БКП                               |
| Виктор Данченко (като В. Данченко)            |                                                        |
| Найчо Петров (Н. Петров)                      |                                                        |
| П. Михайлов                                   |                                                        |
| Иван Обретенов (като И. Обретенов)            | ратаят Янаки                                           |
| Джоко Росич (Д. Росич)                        | вахтмистър Слатинов                                    |
| Йордан Спасов (като Й. Спасов)                | Дантилов                                               |
| Димитър Бочев (Д. Бочев)                      | Ташков                                                 |
| Пламен Дончев (П. Дончев)                     |                                                        |
| Иван Златарев (И. Златарев)                   |                                                        |
| Борислав Иванов (като Б. Иванов)              | композитора                                            |
| В. Колов                                      |                                                        |
| Георги Георгиев – Гочето (като Г. Георгиев)   |                                                        |
| Христо Памуков (като Х. Памуков)              | бунтовник                                              |
| Анани Явашев (като А. Явашев)                 |                                                        |
| Давид Стефанов (Д. Стефанов)                  |                                                        |
| Петър Гетов (П. Гетов)                        |                                                        |
| Божидар Мирчев (Б. Мирчев)                    |                                                        |
| Васил Антов (В. Антов)                        |                                                        |
| И. Димов                                      |                                                        |
| Георги Петков (Г. Петков)                     |                                                        |
| Юрий Яковлев                                  | гост на Христакиев (не е посочен в надписите на филма) |

### Творчески и технически екип
| Режисьор            | Никола Корабов                                                                      |
| Сценарий            | Никола Тихолов Никола Корабов                                                       |
| Оператор            | Емил Вагенщайн                                                                      |
| Редактор            | Иван Дечев                                                                          |
| Художник            | Мария Иванова                                                                       |
| Костюми             | Венера Наследникова Атанас Янакиев Вера Тодорова Марина Ганчева                     |
| Грим                | Лиляна Михайлова                                                                    |
| Музика              | Виктор Чучков                                                                       |
| Звук                | Людмила Махалнишка                                                                  |
| Монтаж              | Капка Михайлова                                                                     |
| Скриптри            | Радка Иванова Роза Ализотова                                                        |
| Втори режисьор      | Румен Сурджийски                                                                    |
| Втори художници     | Юлиана Божкова Иван Апостолов                                                       |
| Асистент-режисьори  | Лили Станишева Велика Терзиева Стефан Игнатов                                       |
| Асистент-оператори  | Иля Пилов Светослав Мечкуевски Иван Геков Александър Златев                         |
| Асистент монтажисти | Румяна Тръпкова Мария Иванова                                                       |
| Тонтехник           | Георги Владички                                                                     |
| Осветление          | Исмаил Алилов                                                                       |
| Пиротехника         | Георги Манов                                                                        |
| Оръжейник           | Йордан Мигдалов                                                                     |
| Реквизит            | Пенчо Михайлов                                                                      |
| Гардероб            | Фани Дадова                                                                         |
| Фотограф            | Ирина Пеева                                                                         |
| Фарт                | Георги Гогов                                                                        |
| Декори              | Дончо Михов Михаил Кирчев                                                           |
| Консултант          | Христо Бърдаров                                                                     |
| Организатори        | Тодор Попов Борислав Рибаров Красимира Мечкуевска Николай Николов                   |
| Директор            | Николай Начев                                                                       |
| Разпространявано от | БЪЛГАРСКА КИНЕМАТОГРАФИЯ Студия за игрални филми „СОФИЯ“ Творчески колектив „ХЕМУС“ |